# Терешківська школа
Терешківська загальноосвітня школа І-ІІІ ступенів Полтавської районної ради Полтавської області
Форма власності: комунальна.
На початок 2014—2015 року в школі навчається 351 учень. Станом на 01.04.2015 року в школі працює 33 педагогічних працівники. Усі вчителі мають вищу педагогічну освіту: спеціаліст — 3 — 9 %, ІІ категорія — 3 — 9 %, І категорія — 16 — 49 %, вища категорія — 11 — 33 %, мають педагогічне звання «вчитель-методист» — 1, мають педагогічне звання «старший учитель» — 5. Вчитель біології Йосипенко О. М. нагороджена нагрудним знаком «Відмінник освіти України». У 2014/2015 н. р. в школі введено історичний профіль навчання для учнів 10-11 класів. Із 1967 по 2016 рік школа випустила 53 золотих та 37 срібних медалістів.

## Історія навчального закладу

### Зміна назв навчального закладу у різні періоди
- Зінцівська початкова школа
- семирічна школа № 26 відділу шкіл Полтавської Південної залізниці
- Зінцівська восьмирічна школа
- Зінцівська загальноосвітня трудова політехнічна школа
- Зінцівська десятирічна школа
- Терешківська середня школа
- Терешківська загальноосвітня школа І-ІІІ ступенів

### Відкриття у 1920 році Зінцівської початкової школи
Сучасна Терешківська ЗОШ І-ІІІ ступенів має тривалу історію, початки якої сягають ще 20-х років ХХ століття. Після проголошення Радянської влади на території села Зінці, що входило до Микільської волості, у 1918 році, крім багатьох соціально-економічних питань, потрібно було вирішувати й освітнє, адже населення страждало від масової неграмотності. У селі починають діяти гуртки лікнепу, відкриваються хати-читальні. Та найбільшою проблемою після завершення Громадянської війни стало сирітство, адже велика кількість дітей у результаті бойових дій втратила батьків. У селі зберігся будинок поміщика Жиганова. У ньому і знайшли прихисток діти, які залишилися без батьківського піклування.
А вже через два роки, у 1920 році, у цьому ж будинку було відкрито Зінцівську початкову школу. Завідувачкою навчального закладу призначено Кислову Надію Юхимівну. Старожили пам'ятають її високоосвіченою, інтелігентною, вишуканою людиною, розумною, дуже ввічливою. З неї брали приклад не тільки учні, а й усі мешканці села. Саме так і розпочався освітній період в далекі 20-ті роки.

### Відкриття семирічної школи
Із збільшенням кількості жителів села, а відповідно, і кількість дітей, які прагнули мати освіту вищу від початкової школи, за сприяння голови колгоспу І. П. Педченко у селі з 1935 року відкрито семирічну школу. Директором школи призначено Жукова Йосипа Андрійовича.
У 1939 році в селі Зінці поряд із старою будівлею було зведено нове двоповерхове приміщення школи. Односельці згадують, що це було велике свято. У 1940—1941 роках навчальний заклад був підпорядкований відділу шкіл Південної залізниці та перейменований на семирічну школу № 26 відділу шкіл Полтавської Південної залізниці. Директором призначено Невкипілого Семена Івановича. Відділ освіти знаходився в Харкові, саме туди вчителі їздили на семінари. Зі спогадів учителя початкових класів Мацугирі Раїси Василівни, залізниця навіть виділяла окремий вагон для вчителів, що їхали на наради до Харкова. Там проводилися не тільки освітні заходи, а й обов'язково концерти, учасниками яких були талановиті вчителі з різних шкіл.

### Навчальний заклад у часи Німецько-радянської війни
У зв'язку з окупацією краю німцями в 1941—1943 роках навчання в школі не проводилося, а як тільки вигнали нацистів, навчальний заклад почав працювати.
Із 1943 по 1944 рік обов'язки директора школи виконував Сабодаш Іван Прокопович. Період був дуже важкий. Не вистачало найнеобхіднішого: зошитів, підручників, а також педагогів, більшість яких пішла воювати на фронт.
Із 1944 по 1945 рік директором школи було призначено Жиденка Василя Леонтійовича. У цей час до Зінцівської школи належали також початкові школи-філіали в селі Копили та Безручки.

### Навчальний заклад у повоєнні роки
Особливою сторінкою в житті Зінцівської школи є повоєнний період. Із 1 серпня 1945 року директором школи призначений ветеран Великої Вітчизняної війни Кекало Дем‘ян Прокопович, завучем був учитель української мови Чорнобай Митрофан Михайлович.
За особливі заслуги Дем‘ян Прокопович був нагороджений орденом Червоної Зірки, медаллю «За перемогу над Німеччиною у Великій Вітчизняній війні», орденом «Знак пошани», значком «Відмінник народної освіти». Неодноразово обирався депутатом Микільської сільської ради, головою товариського суду. Педагогічний колектив Кекало Д. П. очолював до вересня 1969 року.

### Зінцівська восьмирічна школа
Із 15 грудня 1960 року (згідно Постанови Ради Міністрів СРСР від 20 жовтня 1960 року № 1115) залізничні школи були передані у підпорядкування Міністерства освіти УРСР, і школа стала Зінцівською восьмирічною.
Із 1960 по 1967 рік у школі навчалося від 200 до 326 учнів, працювало від 14 до 20 вчителів. У звіті Полтавського районного відділу народної освіти про роботу шкіл у 1960—1961 роках названо кращих учителів Зінцівської 8-річної школи: Морозову В. О. (німецька мова), Клочко Н. Г. (хімія), Деркач М. П. (математика); Оленську В. Е. (співи); Буцького А. А. (малювання). Також відмічено, що із восьмирічних шкіл у Зінцівській найчисельніша комсомольська організація (21 учень). А відносно піонерської організації сказано: «Піонери району включилися у ІІІ Всесоюзну краєзнавчо-туристичну експедицію, присвячену 40-річчю створення піонерської організації. У експедиції беруть участь 104 експедиційні загони. Піонери вирішують важливі питання краєзнавчо-туристичного характеру. Перші підсумки були підведені 13-14 червня 1961 року на районному туристичному зльоті. Районний перехідний кубок завоювала Зінцівська 8-річна школа (директор Кекало Д. П., завуч Чорнобай М. М.)».
У рішенні педагогічної ради від 19.01.1967 року записано: «50-й рік Радянської держави кожен учитель повинен відзначити сумлінною, самовідданою працею, високою її продуктивністю». Підтвердженням цього рішення є інший протокол педради від 15. 09 1967 року, де сказано, що школа досягла значних успіхів: 25 відмінників, 122 хорошисти; здобуто І місце на районному фестивалі з художньої самодіяльності та ІІ місце у спортивних змаганнях.
Постійно працював радіовузол, проходили радіолінійки, на яких повідомлялося про успіхи, досягнення школи та учнів.

### Зінцівська десятирічна школа
У 1967—1968 навчальному році школа стала десятирічкою, в ній навчалося 359 учнів. У 1969 році відбувся перший випуск 10 класу. Зі стін школи було випущено 21 учня (класний керівник — учителька російської мови та літератури Вітренко Людмила Іванівна).
Із виступу вчительки Деркач Марії Пилипівни на засіданні педради від 17.05.1969 року зрозуміло, що в цей час в школі почала працювати група продовженого дня. Учителі читали лекції на підприємствах. Кожної суботи, під час демонстрації фільмів, обов'язково чергували в клубі.
Із 1 вересня 1969 року по лютий 1976 року директором школи працював учасник Великої Вітчизняної війни Буцький Анатолій Андрійович, заступником директора — вчителька математики Кульбашна Ванда Карлівна. У школі навчалося від 384 до 500 учнів, педагогічний колектив нараховував 20-25 чоловік.
Зі спогадів випускників, школа складалася з двох основних приміщень: так звана «мала школа» та «велика школа». У «малій школі» навчалися учні 1– 4 класу, тут також розміщувалася бібліотека, де на перервах завжди була велика черга за книжками. У «великій школі» навчалися 5–10 класи. Про неї у односельців залишилися дуже теплі спогади: «Вхід до школи вражав урочистістю: у центрі вестибюля — погруддя В. І. Леніна, радянські прапори, багато квітів, Дошка пошани». Біологічний та хімічний кабінети розміщувалися в окремому будинку. Піонерська кімната та автоклас знаходилися в бараках. Автомобільну справу вів Буркацький Анатолій Петрович, якого учні дуже поважали та із задоволенням оволодівали робітничою професією.
Територію школи прикрашали квітники, за якими доглядали учні, а на пришкільних ділянках вирощували городину. А восени шкільним вантажним автомобілем їздили допомагати колгоспові збирати помідори, огірки, буряки. У кінці шкільного подвір'я були майстерні, де, як згадують колишні учні, проходили цікаві уроки трудового навчання вчителя Тарана Миколи Миколайовича. Це був справжній цех, у якому стояли деревообробні верстаки. Саме тут хлопці вчилися виготовляти дерев'яні стільці, швабри, дощечки для нарізки овочів, руків'я для молотків, вішаки, підставки для квітів, а потім — обов'язкова виставка робіт та відзначення найкращих.
На території школи розміщувалася кролеферма, якою завідувала вчителька біології Мася Антоніна Петрівна. Тут учні вчилися доглядати за тваринами. Також на шкільному подвір'ї знаходився тир, де учні, під керівництвом вчителя військової підготовки Орєхова Олексія Степановича, оволодівали навичками влучної стрільби.
Із 1976 р. по 1982 р. директором школи працював учитель історії Михайлик Яків Федорович. У Заступником директора з навчально-виховної роботи була Соловйова Валентина Павлівна — учитель математики. У цей час відбулися певні зміни в розташуванні кабінетів, класів, приміщень. На першому поверсі знаходилися три класні кімнати, учительська, кабінет медсестри, піонерська кімната, їдальня та роздягальня. На другому — кабінет історії, фізики, математики, біології, російської мови та літератури, а також актова зала, кабінет директора та секретаря. Школа на той час працювала у дві зміни. Щопонеділка проводилася шкільна лінійка, на якій підводилися підсумки роботи за тиждень, відзначалися найкращі класи, найкращі учні та сварили тих, хто не встигав у навчанні. Також проводилися святкові та урочисті лінійки, присвячені прийому до жовтенятської та піонерської організацій. За школою знаходився спортивний майданчик. Там дзвеніли перші й останні дзвоники, проводилися спортивні змагання та конкурси.
Важливою сторінкою в житті учнів були екскурсії. У газеті «Ленінським шляхом» від 03.06.1980 року Пивовар Ніна Михайлівна, класний керівник 10 класу (учитель біології), пише про подорож до Комсомольська-на-Дніпрі: «…побували на Дніпровському гірничо-збагачувальному комбінаті…, з цікавістю оглянули кар'єр, де видобувають руду. Через газету хочемо подякувати директору Полтавського лісгоспзагу А. П. Пальчику за наданий транспорт».
Із 1982 р. по 1984 р. школу очолював Стеблін Олександр Олександрович. Зі спогадів завуча Соловйової Валентини Павлівни, директор був новатором, прагнув до змін, перетворень в освіті. Саме тому педагогічний колектив працював над проблемою «Оптимізація навчально-виховного процесу». Це був дуже насичений період у житті школи. Цікаво проходили тижні наук, відзначалися дати народження визначних діячів науки та культури, проводилися конкурси, вікторини, КВК, диспути, круглі столи. Але найважливішим залишалося навчання. Це підтверджувалося призовими місцями на районних та обласних предметних олімпіадах.
Випускники згадують цей час як пік екскурсійних подорожей Україною та територіями союзних республік: Київ, Канів, Одеса, Львів, Москва, Тбілісі, Таллін, Рига, Калінінград, Мінськ, Ленінград. Важливим було те, що школа мала тісні зв'язки з підприємствами, на яких працювали батьки учнів. Їхнє керівництво фінансувало екскурсійні путівки, тому подорожі були безкоштовними. У школі активно діяло шкільне лісництво, яким керувала вчитель біології Пивовар Ніна Михайлівна. Газета «Ленінським шляхом» від 17.09.1983 року писала: «У шкільному лісництві Зінцівської середньої школи працює 155 учнів. Створено шість бригад. Під їхнім наглядом 65 гектарів зеленої зони. Навесні юні лісівники посадили 30 тисяч саджанців, заготовили дві тонни жолудів, по двадцять кілограмів насіння різних порід клену…, для птахів виготовили 800 гнізд». Члени лісництва саджали сосни, збирали жолуді, соснові бруньки, гіллячковий корм для тварин. Бути членом шкільного лісництва — вважалося за честь.
Із лютого 1984 року по грудень 2000 року педагогічний колектив очолював Хоменко Іван Антонович. Заступником директора працювала вчитель історії Колодій Катерина Григорівна. Педагогічний колектив у цей час налічував 40 учителів. На долю цього керівництва припав період будівництва нової школи в селі Терешки, адже кількість учнів за ці роки зросла до 700 чоловік, і школа, навіть працюючи в дві зміни, не вміщала усіх дітей. Доводилося орендувати приміщення для деяких початкових класів в УПТК.

### Терешківська середня школа
У 1988 році завершилося будівництво нового приміщення школи в селі Терешки. Із 1 вересня 1988 року Зінцівська середня школа (згідно рішення Полтавського райвиконкому від 20.09.1988 року № 354) у зв'язку зі зміною місця її розташування була перейменована в Терешківську середню школу.
Із 2001 року директором школи призначено Колодій Катерину Григорівну — вчителя історії вищої категорії, «Вчителя-методиста», «Відмінника освіти України». Заступником директора працювала колишня випускниця школи, вчитель математики вищої категорії, «Відмінник освіти України» Мізіна Тетяна Миколаївна.

### Терешківська загальноосвітня школа І-ІІІ ступенів
Терешківська ЗОШ І-ІІІ ступенів мала хорошу матеріальну базу: кабінети з навчальних предметів, два комп'ютерні класи, три майстерні, два спортивні зали, танцювальний клас, кабінет естетичного виховання.
У 2002/2003 навчальному році в школі введено поглиблене вивчення біології, започатковано курс «Громадянська освіта». Велася інтенсивна природоохоронна та екологічна робота. Члени шкільного лісництва та екологічного гуртка, які очолювали Йосипенко Ольга Миколаївна та Пилипенко Катерина Олексіївна, були неодноразовими переможцями Всеукраїнських конкурсів: «Мій рідний край, моя земля» за напрямком «Продуктивна праця і дослідницька робота в галузі лісового господарства»; «До чистих джерел», «Парки — легені міст і сіл».
Із 1 вересня 2003 року запроваджується художньо-естетичний профіль. У школі навчається 420 учнів, працює 40 учителів. У навчальний план було введено нові предмети: ритміка та хореографія, декоративно-прикладне мистецтво, основи етики та естетики, художня культура.
У 2006 році школа стала лауреатом Всеукраїнського конкурсу «100 кращих шкіл України–2006» у номінації «Школа громадянського становлення».
Із 1 вересня 2009 року школу очолює вчитель біології вищої категорії, «Старший учитель» — Пилипенко Катерина Олексіївна. Заступниками директора є вчителі української мови та літератури: Марчук Наталія Вікторівна (з 2009 року) та Шевченко Лариса Володимирівна (з 2010 року).

## Напрямки діяльності

### «Школа як осередок розвитку громади»
На сьогоднішній день школа є учасником проекту «Школа як осередок розвитку громади» починаючи із 2009 року. Основними учасниками його є учні, їх батьки, педагогічний колектив, члени місцевої громади, партнери. Працюючи в рамках проекту, педагогічний колектив школи ставить перед собою мету розвивати громаду, залучати батьків та мешканців села до вирішення соціальних та інших проблем, що порушуються як перед школою, так і перед громадою. Значна увага приділяється освітнім, соціальним, оздоровчим, екологічним проектам; розвитку молодіжного руху, самоврядування; національно-патріотичному вихованню; зміцненню родини та стосунків між мешканцями громади.
У вересні 2014 року навчальний заклад як учасник Програми «Школа як осередок розвитку громади» Всеукраїнського фонду «Крок за кроком» розробив проект «Розвиток спорту на селі — запорука здорової громади». Партнерами проекту виступили Всеукраїнський фонд «Крок за кроком», Полтавський обласний інститут післядипломної педагогічної освіти ім. М. В. Остроградського, Терешківська сільська рада, підприємства «Клен» та «Комбінат виробничих підприємств», КП ЖЕО Терешківської сільської ради, громада села, батьки. Завдяки спільним зусиллям вдалося створити належні умови для занять фізичною культурою та спортом для школярів та мешканців громади.

### Робота предметних гуртків
Одним із завдань школи є розвиток творчої всебічно розвиненої особистості. У школі організовано роботу 17 предметних гуртків, 6 гуртків художньо-естетичного спрямування від РБДЮТ, 6 гуртків еколого-натуралістичного спрямування від філії ПолтоблЕНЦУМу, 2 волейбольні секції для хлопців і дівчат від районної ДЮСШ «Колос», волейбольна та футбольна секції від Терешківської сільської ради, філія музичної школи № 2 по класу «Акордеон».
Члени шкільного лісництва (керівник — колишній член лісництва, а нині вчитель біології вищої категорії Йосипенко Ольга Миколаївна) взяли участь у ІХ Всеукраїнському зльоті учнівських лісництв, який було проведено на базі державних лісогосподарських підприємств та закладів освіти Хмельниччини та у Х Всеукраїнському зльоті учнівських лісництв загальноосвітніх і позашкільних навчальних закладів.